# Псков
Псков (на руски: Псков; на естонски: Pihkva; на немски: Pleskau; на литовски: Pleskava; на полски: Psków) е град в Русия, административен център на Псковска област.
Включен е в състава на Сребърния пръстен на Русия.

## География
Разположен е край р. Великая. Има пристанище и е железопътен възел. Населението на града е 203 974 души през 2012 година. Превърнал се е в промишлен център. Развити са радиоелектрониката; леката (ленена), хранителната промишленост. Исторически градът е свързан с борбите на руския народ срещу чуждоземни нашественици (шведи, тевтонци). Има много исторически и архитектурни паметници от средновековието. Културен център, има исторически и архитектурен резерват. По време на Втората световна война е пострадал значително от немските нашественици. Днес е напълно възстановен.

## Климат
| Климатични данни за Псков             | Климатични данни за Псков | Климатични данни за Псков | Климатични данни за Псков | Климатични данни за Псков | Климатични данни за Псков | Климатични данни за Псков | Климатични данни за Псков | Климатични данни за Псков | Климатични данни за Псков | Климатични данни за Псков | Климатични данни за Псков | Климатични данни за Псков | Климатични данни за Псков |
| Месеци                                | яну.                      | фев.                      | март                      | апр.                      | май                       | юни                       | юли                       | авг.                      | сеп.                      | окт.                      | ное.                      | дек.                      | Годишно                   |
| Абсолютни максимални температури (°C) | 11,0                      | 11,3                      | 18,5                      | 27,6                      | 32,0                      | 33,6                      | 35,0                      | 34,6                      | 30,3                      | 22,6                      | 14,1                      | 12,4                      | 35,0                      |
| Средни максимални температури (°C)    | −3                        | −2,3                      | 2,9                       | 11,3                      | 18,0                      | 21,3                      | 23,6                      | 21,8                      | 16,0                      | 9,2                       | 2,5                       | −1                        | 10,0                      |
| Средни температури (°C)               | −5,6                      | −5,5                      | −1                        | 6,3                       | 12,3                      | 16,0                      | 18,3                      | 16,7                      | 11,6                      | 6,0                       | 0,3                       | −3,4                      | 6,0                       |
| Средни минимални температури (°C)     | −8,3                      | −8,8                      | −4,9                      | 1,3                       | 6,5                       | 10,6                      | 13,0                      | 11,6                      | 7,2                       | 2,7                       | −1,9                      | −5,8                      | 1,9                       |
| Абсолютни минимални температури (°C)  | −34,9                     | −35,3                     | −29                       | −14,7                     | −4,5                      | 0,4                       | 3,1                       | 1,4                       | −3,6                      | −12,5                     | −23                       | −28,2                     | −35,3                     |
| Средни месечни валежи (mm)            | 48,0                      | 35,2                      | 35,4                      | 34,7                      | 54,8                      | 87,1                      | 75,6                      | 90,6                      | 65,6                      | 62,1                      | 53,4                      | 47,0                      | 689,5                     |
| ------------------------------------- | ------------------------- | ------------------------- | ------------------------- | ------------------------- | ------------------------- | ------------------------- | ------------------------- | ------------------------- | ------------------------- | ------------------------- | ------------------------- | ------------------------- | ------------------------- |
| Източник: Климат и погода Пскова      |                           |                           |                           |                           |                           |                           |                           |                           |                           |                           |                           |                           |                           |

## Етимология
Има различни версии за произхода на името на града.
Сред тях е първото название Пьсков (Плесков, Пльсков), свързано с река Пскова и произхода на древноруската дума „плесъ“, означаваща част от река между 2 завоя.
Друга версия произхожда от думата piskawa (на литовски), pihkwa, piskwa (на естонски).
Други тълкувания се свързват с думите „плеск“, „блеск“, „рыбная река“, „песок“.
Има и версия, свързваща името на града с Плиска.

## Образование и наука
Висши училища
- Псковски държавен политехнически институт
- Псковски държавен педагогически университет Архив на оригинала от 2011-09-04 в Wayback Machine.
- Псковски свободен институт
- Псковски юридически институт
- Филиал на Руската международна академия по туризма
- Филиал на Санктпетербургския държавен университет
- Филиал на Московската открита социална академия
- Филиал на Северозападната академия на държавната служба

## Побратимени градове
Псков е побратимен град или има взаимоотношения с:
- Арл, Франция
- Бялисток, Полша
- Гера, Германия
- Куопио, Финландия
- Мянян, Съчуан, Китай
- Неймеген, Нидерландия
- Нойс, Германия
- Нортеле, Швеция
- Падерборн, Германия
- Пърт, Шотландия
- Роанок, Съединени американски щати
- Витебск, Беларус
- Чернигов, Украйна
- Тарту, Естония
- Даугавпилс, Латвия
- Валмиера, Латвия